# Wendy Overton
Wendy Overton (31 marzo 1947) è un'ex tennista statunitense.

## Carriera
In carriera ha vinto 5 titoli di doppio. Nei tornei del Grande Slam ha ottenuto il suo miglior risultato raggiungendo i quarti di finale di doppio agli US Open nel 1972, in coppia con Valerie Ziegenfuss, nel 1973, in coppia con Karen Krantzcke, e nel 1974, in coppia con Patricia Bostrom.

## Statistiche

### Doppio

#### Vittorie (5)
| Numero | Anno             | Torneo                                           | Superficie | Compagna           | Avversarie in finale            | Punteggio     |
| 1.     | 26 febbraio 1972 | Virginia Slims of Washington, Washington         |            | Valerie Ziegenfuss | Judy Dalton Françoise Dürr      | 7-5, 6-2      |
| 2.     | 16 aprile 1972   | Eckerd Tennis Open, St. Petersburg               |            | Karen Krantzcke    | Judy Dalton Françoise Dürr      | 7-5, 6-4      |
| 3.     | 1º ottobre 1972  | Thunderbird Classic, Phoenix                     |            | Rosie Casals       | Françoise Dürr Betty Stöve      | 6-4, 6-3      |
| 4.     | 6 ottobre 1974   | Virginia Slims of Houston, Houston               |            | Janet Newberry     | Sue Stap Virginia Wade          | 4-6, 7-5, 6-2 |
| 5.     | 19 ottobre 1975  | United Airlines Tournament of Champions, Orlando |            | Rosie Casals       | Chris Evert Martina Navrátilová | abbandono     |

#### Finali perse (4)
| Numero | Anno            | Torneo                                    | Superficie  | Compagna           | Avversarie in finale         | Punteggio     |
| 1.     | 11 giugno 1972  | WTA German Open, Amburgo                  |             | Valerie Ziegenfuss | Helga Masthoff Heide Orth    | 3-6, 6-2, 0-6 |
| 2.     | 20 gennaio 1973 | BMC Invitation, San Francisco             |             | Valerie Ziegenfuss | Margaret Court Lesley Hunt   | 1-6, 5-7      |
| 3.     | 25 gennaio 1976 | Virginia Slims of Washington, Washington  |             | Mona Guerrant      | Ol'ga Morozova Virginia Wade | 6-7, 2-6      |
| 4.     | 14 agosto 1977  | US Clay Court Championships, Indianapolis | Terra rossa | Mary Carillo       | Linky Boshoff Ilana Kloss    | 7-5, 5-7, 3-6 |